# İlhami Erdil
İlhami Erdil (* 1938 in Ankara; † 3. Juli 2023 in Istanbul) war ein türkischer Admiral, der von 1999 bis 2001 Oberkommandierender der Marine (Türk Deniz Kuvvetleri) war.

## Leben

### Marineoffizier und Stabsoffizier
Erdil trat nach dem Besuch der Grund- und Hauptschule in Heybeliada 1953 in die Seekadettenanstalt (Deniz Lisesi) sowie anschließend in die Marineschule (Deniz Harp Okulu) ein, die er 1958 abschloss. Im Anschluss fand er Verwendung auf verschiedenen Schiffen und anderen Marineeinheiten als Ingenieur-, Kommunikations-, Navigations- und Operationsoffizier. Danach absolvierte er zwischen 1968 und 1971 die Marineakademie (Deniz Harp Akademisi) sowie die Akademie der Streitkräfte (Silahlı Kuvvetler Akademisi).
Im Anschluss war Erdil Erster Offizier der TCG Gemlik und danach Leiter der Operationsabteilung des Kriegsschiffgeschwaders sowie Kommandant der TCG Istanbul. Nach einer Verwendung als Referatsleiter für NATO-Planung und stellvertretender Leiter der Abteilung für Organisationsplanung im Oberkommando der Marine war er zwischen 1977 und 1978 Absolvent des US-amerikanischen Naval War College (NWC) in Newport. Nach einer Tätigkeit als Dozent an der Marineakademie von 1978 bis 1979 war er zwischen 1979 und 1981 Marineattaché an der Botschaft in den USA. Nach seiner Rückkehr in die Türkei war er zunächst Befehlshaber der II. Schnellboot-Flottille sowie anschließend von 1982 bis 1983 Befehlshaber der I. Zerstörer-Flottille.

### Aufstieg zum Admiral
1983 wurde Erdil zum Flottillenadmiral (Tuğamiral) befördert und zum Leiter der Abteilung Nachrichtendienste im Generalstab der Türkei ernannt. Anschließend war er von 1985 bis 1987 Kommandeur der Marineverbände im Schwarzen Meer (Karadeniz Bölge Komutanlığı) in Ereğli. Nach seiner Beförderung zum Konteradmiral (Tümamiral) 1987 war er zunächst Kommandeur der Marineverbände für den Bosporus (İstanbul Boğaz Komutanlığı) in Anadolu Kavağı und danach als Nachfolger von Konteradmiral Güven Erkaya von 1988 bis 1990 Befehlshaber der Minenlegerverbände (Mayın Filosu Komutanlığı), ehe er zwischen 1990 und 1992 als Leiter der Operationsabteilung im Oberkommando der Marine fungierte.
Am 30. August 1992 wurde Erdil zum Vizeadmiral (Koramiral) befördert und übernahm anfangs zwischen 1992 und 1993 die Aufgabe als Befehlshaber des Marineausbildungskommandos (Deniz Eğitim Komutanlığı). Danach war er als Nachfolger von Vizeadmiral Salim Dervişoğlu von 1993 bis 1995 Chef des Stabes des Oberkommandos der Marine sowie abermals als Nachfolger von Dervişoğlu zwischen 1995 und 1997 auch Oberbefehlshaber des Marineregionalkommandos Nord (Kuzey Deniz Saha Komutanlığı) in Istanbul, das unter anderem für Marmarameer, Schwarzes Meer, Bosporus und Dardanellen zuständig ist.
Erdil wurde nach seiner Beförderung zum Admiral (Oramiral) am 30. August 1997 Oberkommandierender des Flottenkommandos (Donanma Komutanlığı) und damit erneut Nachfolger Dervişoğlu. Zuletzt wurde er am 26. August 1999 als Nachfolger von Admiral Salim Dervişoğlu auch Oberkommandierender der Marine (Deniz Kuvvetleri Komutanı). Diese Funktion übte er bis zum 24. August 2001 aus und wurde danach von Admiral Bülent Alpkaya abgelöst.

### Degradierung und Verurteilung
Im August 2001 wurde Erdil wegen des Vorwurfs, sich während seiner Dienstzeit als Befehlshaber der Seestreitkräfte unrechtmäßig bereichert zu haben, in Haft genommen. Er wurde zu zwei Jahren und sechs Monaten Haft verurteilt, die er um Juli 2007 antrat. Ein Jahr später wurde er aus der Haft entlassen. Im Zusammenhang mit seiner Verurteilung wurde er zum Gefreiten degradiert.

### Familie und Tod
Erdil war verheiratet und Vater eines Kindes. Er starb im Juli 2023 in einen Istanbuler Krankenhaus im Alter von 85 Jahren.